# ダイムラー・トラック
ダイムラー・トラック（Daimler Truck Holding AG）は、世界最大の商用車製造会社の1つである。全世界に35以上の主要拠点があり、約100,000人の従業員がいる。ドイツ・シュトゥットガルト近郊のラインフェルデン＝エヒターディンゲンに本社を置く。

## 歴史
2019年11月1日、ダイムラーAGの完全子会社として設立された。
2021年2月、ダイムラーは自社の主力ブランドであるメルセデス・ベンツに社名を変更し、ダイムラー・トラックを株式公開する計画があると発表、この動きは2021年10月に株主によって承認され、2021年12月10日付けでフランクフルト証券取引所に上場、メルセデス・ベンツ・グループの持ち株比率は35%に下がった。
ダイムラー・トラック部門には、メルセデス・ベンツ・トラック、フレイトライナー・トラックス、ウェスタンスター、バーラト・ベンツ、トーマス・ビルト・バス、FUSO（三菱ふそう）、ライゾンの各ブランドが属している。ダイムラー・バス部門には、メルセデスベンツ・バスに加えて、バーラト・ベンツ、三菱ふそう、ゼトラが含まれる。ダイムラー・バス部門は2018年、中核市場と位置づけるヨーロッパ、メキシコ、ブラジル、アルゼンチンで優位を維持し、全世界では30,888台の車両を販売した。
2018年の主要市場別販売割合は、 NAFTA諸国が37％、アジアが32％、西ヨーロッパ（ EUとノルウェーとスイス）が17％、ラテンアメリカ（NAFTA加盟国のメキシコを除く）が7％だった。

## ブランド一覧
- メルセデス・ベンツ・トラック：小型、中型、大型トラック。
- フレイトライナー・トラックス：中型および大型トラック、バン
- ウェスタン・スター・トラックス ：大型トラック
- トーマス・ビルト・バス（英語版）：スクールバス
- 三菱ふそう：小型・中型・大型トラック
- ライゾン：アメリカ向け中型トラック
- バーラト・ベンツ ：インドのトラックブランド
- TruckStore ：中古車、融資、リース、レンタル、保証およびサービス契約、買戻し[10]
- ゼトラ ：ドイツのバスブランド
- Fleetboard ：移動体通信システム

## 財務
2018年末のダイムラーグループの全従業員298,683人（2017年：289,321人）のうち、82,953人（2016年：79,483人）がダイムラー・トラック部門で働いており、そのうち30,447人（2017年：30,424人）がドイツで、16,647人（2017年：15,002人）が米国で雇用されている。
2019年の収益は、ダイムラー・トラックが402億ユーロ、ダイムラーバスで47億ユーロだった。

## 拠点
ダイムラー・トラックとダイムラーバスの拠点または子会社は、ドイツ、トルコ、コロンビア、フランス、ポルトガル、米国、スペイン、メキシコ、ブラジル、日本、南アフリカ、インドにある。

### ダイムラーバス
アルゼンチン
- ブエノスアイレス

ブラジル
- サンベルナルド・ド・カンポ

コロンビア
- Funza

チェコ
- Holýšov

フランス
- Ligny-en-Barrois

ドイツ
- ノイウルム
- マンハイム

インド
- チェンナイ

インドネシア
- ジャカルタ

メキシコ
- モンテレイ

南アフリカ
- イースト・ロンドン

スペイン
- Sámano

トルコ
- イスタンブール

### ダイムラー・トラック
アルゼンチン
- ブエノスアイレス

ブラジル
- サンベルナルド・ド・カンポ
- ジュイス・デ・フォーラ

フランス
- モルスアイム

ドイツ
- シュトゥットガルト
- Wörth am Rhein
- マンハイム
- Gaggenau
- カッセル

インド
- チェンナイ

日本
- 川崎市
- さくら市
- 中津市

メキシコ
- サルティーヨ
- Santiago Tianguistenco

ポルトガル
- Tramagal

ロシア
- ナーベレジヌイェ・チェルヌイ

アメリカ
- クリーブランド (ノースカロライナ州)（英語版）
- ガストニア (ノースカロライナ州)
- ハイポイント (ノースカロライナ州)
- マウント・ホリー (ノースカロライナ州)（英語版）
- ポートランド (オレゴン州)
- レッドフォード郡区 (ミシガン州ウェイン郡)
- ガフニー (サウスカロライナ州)

トルコ
- アクサライ